# Pesci (astrologia)

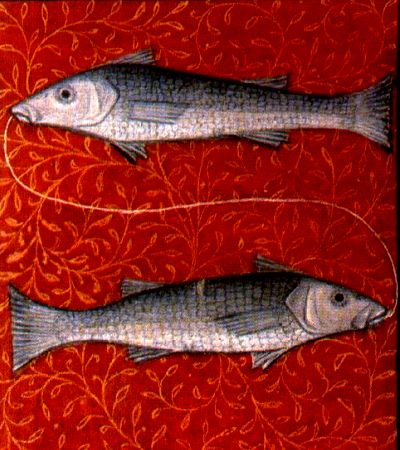
Pesci rappresentati in un libro di astrologia del XV secolo.

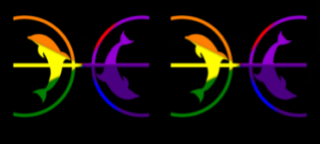

I Pesci (♓︎) sono il dodicesimo e ultimo dei 12 segni zodiacali dell'astrologia occidentale, situato tra Acquario e Ariete.

## Caratteristiche

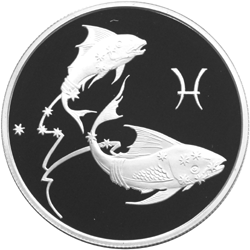
Moneta raffigurante i pesci.

I Pesci sono un segno mobile d'acqua, governato da due pianeti, Nettuno e Giove . Nell'astrologia classica, Venere era in esaltazione e Mercurio era sia in esilio che caduta. Nell'astrologia moderna Venere è in esaltazione, Mercurio è in esilio e Urano in caduta. Il segno opposto è la Vergine.
Il colore del segno è il viola.
Le persone nate in Pesci sono considerate fantasiose, geniali, misteriose, sfuggenti e sognatrici, spesso portate per l'amore e il romanticismo. Sono caratterizzate anche da una forte empatia che permette loro di entrare in contatto con gli stati d'animo altrui e comprenderli. Altra qualità tipica è lo spirito di sacrificio e di abnegazione in favore di una causa che ritengono giusta. Gli appartenenti a questo segno mostrano anche una forte sensibilità che li porta a vivere in maniera molto intensa i loro sentimenti. Molto emotivi e timidi, tendono a prendere in considerazione il giudizio degli altri e ad esserne influenzati e hanno un buon carattere che viene messo costantemente alla prova dalle circostanze negative. Il Sole si può trovare nel segno dei Pesci nel periodo che va, all'incirca, dal 19 febbraio al 20 marzo: il periodo esatto varia di anno in anno e per stabilire la sua posizione nei giorni estremi è necessario consultare le effemeridi.